# Robert D. Hatcher
Robert Dean Hatcher (* 22. Oktober 1940 in Madison (Tennessee)) ist ein US-amerikanischer Geologe und Hochschullehrer an der University of Tennessee in Knoxville (Tennessee).

## Werdegang
Hatcher studierte an der Vanderbilt University mit dem Bachelor-Abschluss 1961 und dem Master-Abschluss 1962 und wurde 1965 an der University of Tennessee in Geologie promoviert. Danach war er Erdölgeologe bei Humble Oil und ab 1966 Assistant Professor und später Professor an der Clemson University. 1978 wurde er Professor an der Florida State University und 1980 bis 1986 an der University of South Carolina. Ab 1986 war er Distinguished Scientist am Oak Ridge National Laboratory und Professor an der University of Tennessee.
Er befasst sich mit Tektonik und Stratigraphie der südlichen und mittleren Appalachen, Stratigraphie in mittel- bis hochgradig metamorphen Gesteinen, Entstehung von Gebirgsketten, Erdölgeologie, Ingenieurgeologie (zum Beispiel Rutschungen) und Geologie der Ablagerung radioaktiver Abfälle. Er untersucht auch Erdbebenrisiken in Ost-Tennessee (ein seismisch aktives Gebiet im Innern einer tektonischen Platte) und entdeckte dort einige bis dahin unbekannte Verschiebungen.
Ab den 1970er Jahren war er führend in der plattentektonischen Neubewertung der Tektonik der mittleren und südlichen Appalachen (Ridge and Valley Region) beteiligt mit Terran-Analyse. Die Forschung wurde auch durch die Suche nach Öl und Gas motiviert nach der Ölkrise in den 1970ern. Mit dem Geophysiker Jack E. Oliver (Cornell University) untersuchte er eine seismische Transversale in den südlichen Appalachen (COCORP). Dabei entdeckten sie, dass die Blue Ridge Mountains eine Überschiebung über 200 km ähnlich wie man sie in den Alpen beobachtet hatte bildeten. Seine Geologische Karte der Appalachen erschien 1990 und löste die von Harold Williams ab. Mit Harold Williams verfasste er eine Arbeit über vermutete Terrane in den Appalachen.
Neben den Appalachen betrieb er Feldstudien in den Kordilleren der USA und Kanadas, dem Atlas-Gebirge in Marokko, den Kaledoniden in Großbritannien und Skandinavien, den Karpaten, den argentinischen Anden und der Pampa, im kanadischen Schild, den Xinling-Bergen in China, den mexikanischen Kordilleren und in Sibirien am Baikalsee (wo alte paläozoische Gebirge später der Dehnungsbewegung in der Region des Baikalsees unterworfen wurden).
Er war wesentlich am geplanten Appalachian Deep Hole Project (ADCOH), das am Ende zwar nicht durchgeführt wurde (es waren Tiefbohrungen durch die Überschiebung der Blue Ridge Mountains geplant), aber dessen Vorarbeiten wichtige Erkenntnisse zur Tektonik der Appalachen brachten und in einem Report veröffentlicht wurden.
2006 erhielt er die Penrose-Medaille. 1993 war er Präsident der Geological Society of America und 1996 des American Geological Institute. Er ist Mitglied der American Association for the Advancement of Science. 1988 erhielt er den Distinguished Service Award der GSA, 1997 den I. C. White Memorial Award und 2001 den John T. Galey Award der Sektion Osten der American Society of Petroleum Geologists. 1998 erhielt er das West Virginia Honorary des Gouverneurs von West Virginia.
1981 bis 1988 war er Herausgeber des Geological Society of America Bulletin.